# 山西总商会旧址
山西总商会旧址，位于山西省晋中市太谷区水秀镇白塔社区南寺街6号，是一处太谷县文物保护单位。
由于太谷处于全省商业、金融业的中心地位，清光绪三十年（1904年），山西省总商会在太谷成立，设于太谷城内南寺街白塔院东侧。山西巡抚张小帆委托北洸曹家族长曹润堂筹办，由太谷富商武注东任会长。直到民国元年，山西省总商会才改设于太原。
2008年8月，山西总商会旧址公布为太谷县文物保护单位。。